# Grand Los Angeles
Le Grand Los Angeles (en anglais : Greater Los Angeles) désigne la vaste agglomération californienne comprenant Los Angeles et ses banlieues. Elle s'étend sur cinq comtés du sud de l'État, à savoir : Los Angeles, Orange, San Bernardino, Riverside et Ventura. Les habitants la désignent sous les noms de Southern California (Californie du Sud), SoCal ou The Southland ; les habitants du comté de Los Angeles et les étrangers l’appellent en général L.A., désignation abusive dans la mesure où la zone comprend plus de cent municipalités distinctes, des centaines de quartiers et plus d’habitants que tout autre État des États-Unis à l'exception du Texas, de l'État de New York et de la Floride. Il faut noter également que l'expression Californie du Sud s'emploie aussi pour désigner une région plus vaste, et que les noms utilisés diffèrent selon les localités.
Son nom officiel en anglais est Los Angeles-Long Beach, CA Combined Statistical Area.

## Démographie
L'estimation officielle de 2005 concernant la population de la région du Grand Los Angeles était de 17 545 623 habitants, établis sur une superficie totale de 87 972 km2, dont seulement la moitié est densément peuplée. La densité moyenne y est donc estimée à 210 habitants/km2. En 2015, l'estimation a été portée à 18 679 763 habitants. En 2001, l'agglomération de Los Angeles regroupait 171 municipalités.

## Géographie

### Régions
- Comté d’Orange
- East Los Angeles
- Gateway Cities
- Inland Empire
- Plaine d'Oxnard
- South Bay
- Vallée d'Antelope
- Vallée de Conejo
- Vallée de Crescenta
- Vallée de San Fernando
- Vallée de San Gabriel
- Vallée de Santa Clarita
- West Los Angeles

### Comtés

Vue satellite du Grand Los Angeles et des îles Santa Catalina et San Clemente.

- Los Angeles-Long Beach-Santa Ana Metropolitan Area
  - Comté de Los Angeles
  - Comté d’Orange
- Riverside-San Bernardino-Ontario Metropolitan Area
  - Comté de Riverside
  - Comté de San Bernardino
- Oxnard-Thousand Oaks-Ventura Metropolitan Area
  - Comté de Ventura

### Villes principales
- Anaheim
- Burbank
- Glendale
- Irvine
- Long Beach
- Los Angeles
- Palmdale
- Pasadena
- Riverside
- San Bernardino
- Santa Ana
- Ventura

## Démographie
| 1900    | 1910    | 1920      | 1930      | 1940      | 1950      |
| ------- | ------- | --------- | --------- | --------- | --------- |
| 250 187 | 648 316 | 1 150 252 | 2 597 066 | 3 252 720 | 4 934 246 |

| 1960      | 1970      | 1980       | 1990       | 2000       | 2010       |
| --------- | --------- | ---------- | ---------- | ---------- | ---------- |
| 7 751 616 | 9 981 942 | 11 497 486 | 14 531 529 | 16 373 645 | 17 877 006 |

## Politique
Le Grand Los Angeles regroupe un peu plus du tiers des membres de l'Assemblée de l'État de Californie ; depuis le début des années 1990, Los Angeles apparaît de plus en plus comme la « vraie capitale » de l'État.